# 3x3 Champions Cup 2025
La 3x3 Champions Cup 2025 di pallacanestro 3x3 (ufficialmente, in inglese, 3x3 Red Bull Champions Cup 2025) è stata la primaedizione della competizione internazionale co-organizzata dalla FIBA. Si è tenuta dal 14 al 16 marzo 2025 a Bangkok, in Thailandia.

## Risultati
| Evento           | Oro    | Argento     | Bronzo    |
| Torneo maschile  | Serbia | Paesi Bassi | Australia |
| Torneo femminile | Canada | Spagna      | Australia |

## Medagliere
| Posiz. | Nazione     | Oro | Argento | Bronzo | Totale |
| ------ | ----------- | --- | ------- | ------ | ------ |
| 1      | Serbia      | 1   | 0       | 0      | 1      |
| 1      | Canada      | 1   | 0       | 0      | 1      |
| 3      | Spagna      | 0   | 1       | 0      | 1      |
| 3      | Paesi Bassi | 0   | 1       | 0      | 1      |
| 5      | Australia   | 0   | 0       | 2      | 2      |
| Totale | Totale      | 2   | 2       | 2      | 64     |